# Paso del Palmar
Paso del Palmar är en ort i Mexiko.   Den ligger i kommunen Tenampulco och delstaten Puebla, i den sydöstra delen av landet, 200 km öster om huvudstaden Mexico City. Paso del Palmar ligger 64 meter över havet och antalet invånare är 278.
Terrängen runt Paso del Palmar är huvudsakligen platt, men söderut är den kuperad. Runt Paso del Palmar är det ganska tätbefolkat, med 62 invånare per kvadratkilometer. Närmaste större samhälle är Agua Dulce, 16,8 km nordost om Paso del Palmar. Omgivningarna runt Paso del Palmar är huvudsakligen savann.